# Drakov preliv
Drakov preliv je morska ožina med Južno Ameriko in Antarktiko. Znan je po nemirnem morju, a je bil pred odkritjem Magellanove ožine edina plovna pot med Atlantskim in Tihim oceanom. Imenuje se po angleškem viceadmiralu in pomorščaku siru Francisu Draku.
Z ladij, ki plujejo skozi ta preliv, je moč opazovati kite, delfine in številne morske ptice, vključno z albatrosi in pingvini.

## Zgodovina
Prehod je dobil ime v angleščini od angleškega gusarja iz 16. stoletja sira  Francisa Draka. Drakova edina preostala ladja Golden Hind, potem ko je prečkala Magellanov preliv, jo je veter septembra 1578 zanesel daleč na jug. Ta incident je pomenil odprto povezavo med Atlantskim in Tihim oceanom.
Pol stoletja prej je posadka španskega navigatorja Francisca de Hocesa po tem, ko jo je potegnilo južno, stran od vhoda v Magellanov preliv, mislila, da je videla konec kopna in verjetno izpeljala ta prehod leta 1525.  Iz tega razloga nekateri španski in latinskoameriški zgodovinarji in viri pravijo Mar de Hoces po Franciscu de Hoces.
Prvo zabeleženo potovanje skozi prehod je opravila Eendracht, ki jo je leta 1616 vodil nizozemski navigator Willem Schouten, ki je v tem procesu poimenoval Rt Horn.

## Geografija
800 kilometrov širok preliv med rtom Horn in Livingstonovim otokom v  Južnih Shetlandskih otokih je najkrajši prehod iz Antarktike na katero koli drugo kopno. Meja med atlantskim in pacifiškim oceanov se včasih obravnava kot črta, ki poteka od rta Horn do otoka Snow (130 km severno od celinske Antarktike). Alternativno se lahko kot meja vzame tudi poldnevnik, ki poteka skozi rt Horn. Obe meji ležita v celoti znotraj Drakovega preliva.
Druga dva odseka okoli skrajnega južnega dela Južne Amerike (čeprav ne gre okoli rta Horn kot takega), Magellanov preliv in preliv Beagle, sta zelo ozka in ostaja malo prostora za ladje. Prav tako lahko zamrzneta, včasih pa veter tako močno piha, da nobena jadrnica ne more napredovati proti njima. Zato večina jadrnic raje uporabi Drakov preliv, ki je široko odprto morje , kljub zelo ostrim razmeram. Malo otočje Diego Ramírez leži približno 100 kilometrov južno-jugozahodno od rta Horn.
Na širšem območju Drakovega preliva na tej zemljepisni širini ni nobenega pomembnega kopna, kar je pomembno za neoviran pretok antarktičnega cirkumpolarnega toka, ki nosi ogromno količino vode (približno 600-kratni tok reke Amazonke) skozi prehod in okoli Antarktike.
Ladje v prehodu so pogosto dobra ploščad za opazovanje kitov, delfinov in morskih ptic, vključno z južnimi veleviharniki in drugimi cevonosci, albatrosi in pingvini.

## Geologija
Znano je, da je bil prehod zaprt do približno 41 milijonov let v preteklost  po kemijski študiji ribjih zob najdenih v oceanskih sedimentnih kamninah. Pred odprtjem pasu sta bila Atlantski in Tihi ocean v celoti ločena z Antarktiko, ki je bila precej toplejša in ni imela ledenega pokrova. Združitev obeh velikih oceanov je začel antarktični cirkumpolarni tok in znatno ohladil celino.

## Galerija
- Razburkano morje je pogosto v Drakovem prelivu
- Turisti opazujejo kite
- Morske ptice (albatross Phoebetria palpebrata) letijo nad Drakovim prelivom
- Kiti grbavci so pogosto vidni
- Črnokljuni pisani delfin skače v prelivu